# Baba z Chopym
Baba z Chopym (pl. Kobieta z Mężczyzną) – śląski zespół muzyczny wykonujący muzykę biesiadną.
Grupa powstała w 1994 w wyniku wyodrębnienia się duetu Joanna Grzesiok – Stanisław Szindler z zespołu Kres, istniejącego od 1975. Niedługo po założeniu nawiązała współpracę z grupą Jorgusie. Występowała też z kabaretem Rak, Zbigniewem Wodeckim, Jackiem Lechem, Januszem Laskowskim, Józefem Skrzekiem oraz zespołami Universe i Mona Lisa. Pojawia się w audycjach telewizji Polsat 2, TVP Katowice i TVS. W 2004 wydała dwie płyty. W 2005 grupa przerwała występy z powodu choroby Szindlera (wylew).

## Skład
- Joanna Grzesiok
- Stanisław Szindler
- Ilona Szindler (tylko na pierwszej płycie zespołu)[2].

## Dyskografia

### Albumy
- Mój Śląsk (2003)
- Zolyty (2004)